# Direkte Verhandlungen zwischen Chile und Argentinien 1977/78
Die direkten Verhandlungen zwischen Chile und Argentinien um den Beagle-Konflikt begannen am 2. Mai 1977, dem Tag der Verkündung des internationalen Schiedsurteils durch Königin Elisabeth II. Die Kriegsgefahr erreichte ihren Höhepunkt am 22. Dezember 1978, als die argentinischen Streitkräfte die Operation Soberanía starteten, um die umstrittenen Inseln mit Gewalt zu besetzen. Nur das päpstliche Vermittlungsangebot konnte die Junta in Buenos Aires in letzter Minute davon abhalten, einen Krieg zu entfesseln. Am 8. Januar 1979 endete diese Phase mit der Unterzeichnung der Akte von Montevideo (Uruguay) und die päpstliche Vermittlung begann.

## Die Innenpolitik
Beide Länder wurden von rechten Militärdiktaturen regiert, die die Bürgerrechte stark einschränkten und die Menschenrechte im Namen der Doktrin der nationalen Sicherheit verletzten. Sie hatten auch in der Außenpolitik vieles gemeinsam. Um die Opposition in ihren eigenen Ländern zu eliminieren, hatten sie die Operación Cóndor gemeinsam durchgeführt.

### Chile
In Chile regierte von 1973 bis 1990 Augusto Pinochet. Alle politischen Parteien waren entweder verboten oder mussten ihre Aktivitäten einstellen. 1978 wurde das Land durch die Entdeckung der Leichen von nach dem Putsch exekutierten Bauern in Lonquén, nahe Santiago, erschüttert. Da keine andere unabhängige Institution im Lande verblieben war, musste die katholische Kirche öffentlich die Justiz auffordern, das Verbrechen aufzuklären. Auch innerhalb des Militärs war keine Opposition zugelassen. In diesem Jahr musste der Chef der chilenischen Luftwaffe, General Gustavo Leigh, die Luftwaffe und seine Stelle in der Junta wegen seiner Forderungen nach Demokratie verlassen. Mit ihm sind 17 der 21 Generäle der Institution aus Treue zu ihm zurückgetreten. Das schwächte die schon durch das Embargo der Vereinigten Staaten getroffene Luftwaffe noch weiter. In der Außenpolitik war Pinochet ein ausgesprochener Feind der Sowjetunion und war wegen seiner Menschenrechtsverletzungen von den westlichen und sozialistischen Ländern isoliert. Die USA waren nach dem Mord an Orlando Letelier auf Distanz zu Pinochet gegangen.
Die Opposition zur Diktatur begann sich allmählich um den ehemaligen Präsident Chiles Eduardo Frei Montalva, einen Christdemokraten, zu reorganisieren. Wegen des totalitären Charakters der Regierung gab es kaum Gemeinsamkeiten mit der Opposition. Der Konflikt mit Argentinien war eine Ausnahme. Frei hatte seine Unterstützung für die Regierung öffentlich kundgetan: „Se esta alimentando, no por Chile, un conflicto de dramáticas consecuencias“. (Übersetzung: „Es wird ein Konflikt angeheizt, nicht von chilenischer Seite, mit dramatischen Konsequenzen.“)
Pinochet, der niemandem Rechenschaft ablegen musste, konnte während der Krise flexibel und sicher handeln. Aber seine Macht war nicht uneingeschränkt, denn nach argentinischen Quellen war es ihm nicht gelungen, eine mit Jorge Videla in Mendoza ausgehandelte Lösung in Chile durchzusetzen. Auch gelang es ihm nicht, die Schiffe der Kriegsmarine dem Befehl der Oberkommandierenden der südlichen Region Chiles zu unterstellen. Trotzdem gab es eine zentralisierte und hierarchische Organisation, die Reibungsverluste verringerte und den Gebrauch der Ressourcen optimierte.
Das wichtigste Verhandlungsziel der chilenischen Regierung war es, ohne Landverlust einen Krieg zu vermeiden. Dazu war sie bereit, über die maritime Grenze zu verhandeln. Dem starken militärischen Druck Argentiniens ausgesetzt, hielt es Chile für erstrebenswert, einen Vermittler einzuschalten. Als der Präsident Jimmy Carter beide Regierungen zu Verhandlungen aufrief, bat Pinochet die USA um die Entsendung militärischer Beobachter in die Zone.

### Argentinien
In Argentinien herrschte von 1976 bis 1983 der Prozess der Nationalen Reorganisation, eine Militärjunta der drei argentinischen Waffengattungen. Im Gegensatz zur chilenischen Junta waren in der argentinischen Junta die drei Waffengattungen gleichberechtigt, die Machtabwechslung war vorgesehen und die Politisierung der Streitkräfte war seit den 30er Jahren des 20. Jahrhunderts üblich. Man konnte bezüglich des Konflikts mit Chile drei große Strömungen innerhalb der argentinischen Streitkräfte unterscheiden: die „Tauben“ (Generäle Jorge Videla, R. Viola, R. Bignone), die „Falken“ (Generäle José. A. Vaquero, Luciano. B. Menendez, Leopoldo Galtieri, R. Camps, C. G. Suaréz M., I. Saint Jean.) und eine populistische Strömung um den Admiral Emilio Massera, der aus der Kontroverse mit Chile politischen Gewinn im Inneren erhoffte.
Trotz der vielen Menschenrechtsverletzungen im Lande genoss die Junta vielerorts im Ausland ein gutes Ansehen und wurde niemals durch die Menschenrechtskommission der Vereinten Nationen verurteilt. Argentinien konnte 1978 die Fußball-Weltmeisterschaft ins Land holen und wurde Fußballweltmeister dieses Jahrs. Videla wurde in der Anfangszeit seiner Regierung von einigen Journalisten mit Sympathie bedacht: Auch Deutschland kämpfte 1976 gerade gegen linke Terroristen und so zeigten sich hiesige Journalisten seinerzeit beeindruckt von Videlas Amtsführung. Er könnte genau der Mann sein, den Argentinien brauche, urteilte 1976 der Rheinische Merkur, und die Stuttgarter Zeitung begrüßte den „längst überfälligen Putsch gegen die unfähige Vorgängerin“. Man beschrieb den Diktator als korrekt, höflich, puritanisch bis zum Exzess, aus tiefstem Herzen Katholik und zeigte Verständnis.
Der argentinische Historiker Luis Alberto Romero behauptet:
By that time, a bellicose current of opinion had arisen among the military and its friend, an attitude rooted in a strain of Argentine nationalism, which drew substance from strong chauvinistic sentiments. Diverse ancient fantasies in society's historical imaginary-the „patria grande“, the „spoliation“ that the country had suffered- where added to a new fantasy of „entering the first world“ through a „strong“ foreign policy. All this combinated with the traditional messianic military mentality and the ingenousness of its strategies which were ignorant of the most elemental facts of international politics. The aggression against Chile, stymied by papal mediation, was transferred to Great Britain …
Ähnlich argumentiert ein Kommentar in der Zeitung „New York Times“ von 31. Dezember 1978:
Beagle Channel controversy that has brought the military regimes of Argentina and Chile to the brink of war is an expression of the turbulent revisionism underway in Argentina in reaction to frustrations in national life. Argentine policy is made by military men whose nationalist values are mixed with personal ambitions, phobias against politicians, „progressive“ …
Das argentinische Problem bestand in der Unfähigkeit, Entscheidungen zu treffen und sie durchzusetzen, mindestens innerhalb der Junta. Zu den Verhandlungen mit der argentinischen Junta während des Falklandkriegs sagte Alexander Haig: Nadie podía decir que sí y todos podían decir que no. (Übersetzung: "Keiner konnte Ja sagen, jeder konnte Nein sagen).
Diese Unfähigkeit wurde, im Fall des Beagle-Konflikts, auch vom Mark Laudy bestätigt:
Nevertheless, they were severely constrained in their ability to work toward a peaceful solution by more extreme members of the junta. The military leadership was perpetually concerned that a conciliatory approach toward Chile would be regarded as a face-losing transaction that might destabilize its control and invite challengers from the ranks of the juniors officers. It has been reported, for example, that when President Videla informed the papal nuncio, Pio Laghi, of Argentina's plans to invade the PNL [Picton, Nueva and Lennox (Anh. der Redaktion)] island group in December 1978, he justified the decision by saying that if he did not give the orders for invasion, he would be replaced by extremists within the junta.
Es gab viele Fälle, in denen untere Ränge die Befehle der Junta nicht befolgten oder sich widersetzen:
- 1981 schloss der damals noch Oberkommandierende des Heeres General Galtieri die Grenze zu Chile, ohne den Präsidenten oder den anderen Waffengattungen zu informieren.[12][13]
- Januar 1979 versuchte der General Luciano Benjamín Menéndez mit Gewalt die Reise des argentinischen Außenministers zur Unterzeichnung der Akte von Montevideo zu unterbinden und später rebellierte er gegen die Regierung wegen der Freilassung eines Journalisten.
- Admiral Massera kritisierte ständig die Regierung von Videla in der Hoffnung, nach dessen Sturz an die Macht zu kommen, und unterhöhlte damit die Glaubwürdigkeit der Regierung, an der er selbst teilnahm.
- Präsident Videla war kaum mehr als ein Sprecher der Junta, denn seine Entscheidungen wurden oft von ihr zurückgenommen. In einem Interview mit der Journalistin Marina Aizen, Auslandskorrespondent der Zeitung Clarín in New York, bestätigte der Botschafter der Vereinigten Staaten von Amerika in Argentinien während der Krise, Raúl Héctor Castro, die Unfähigkeit Videlas, den Krieg aufzuhalten[14]:

M. Aizenk: ¿A quién le pidió los cinco días?
R.Castro: A Videla no. Los que estaban moviendo las cosas eran los comandantes de las diferentes divisiones que había.
…
M. Aizenk: ¿Cuál recuerda que era la posición de Videla entonces?
R.Castro: Francamente, no creo que Videla tuviera una actitud firme en ese asunto. Los que estaban en esto eran los comandantes militares de ciertas zonas: la zona número uno, donde estaba (Guillermo) Suárez Mason; en Rosario estaba Galtieri y en Córdoba, Menéndez.
(Übersetzung:
M.A: Wen baten Sie um die 5 Tage Zeit?
R.C: Nicht Videla. Diejenigen, die etwas bewegten, waren die Divisionskommandanten.
…
M.A: Was war die Position Videlas damals?
R.A: Ehrlich gesagt, ich glaube nicht, dass Videla eine feste Haltung in dieser Sache hätte. Die Handelnde in der Sache waren die Militärkommandanten von einigen Zonen: die Zone 1, wo Guillermo Suárez Mason war; in Rosario war Galtieri und in Córdoba, Menéndez.)
Dieser Machtverteilung entsprechend waren die Verhandlungsziele der argentinischen Regierung widersprüchlich und umstritten. Einige waren geneigt, das Schiedsurteil anzunehmen, andere wollten nur den Zugang Chiles zum Atlantik verhindern, entweder durch eine geeignete Seegrenze oder, wie andere es wollten, durch argentinische Inseln im Kap-Hoorn-Archipel. Manche, wie Admiral (a.D) Isaac Rojas, hielten eine Teilung der Navarino Inseln durch den Kap Hoorn-Meridian als notwendig. Die extreme Forderungen der argentinischen Nationalisten reichten von den Picton, Nueva und Lennox Inseln bis zum Chiloé-Insel.
Im Glauben an ihre militärische Stärke, wegen der internationalen Isolation der Regierung Pinochets und im sicheren Bewusstsein, dass ein militärischer Sieg über Chile leicht zu erringen wäre, erklärte die argentinische Junta am 25. Januar 1978 das Urteil des internationalen Schiedstribunals für null und nichtig.

### Der argentinische Druck
Während Chile das Urteil als Rechtsgut betrachtete, häuften sich in Argentinien die Maßnahmen mit dem Ziel, ein Einlenken Chiles zu erzwingen.
1. Im Oktober 1978 verbanden die Präsidenten von Bolivien und Argentinien die bolivianische Forderung nach einem Meereszugang[17] mit den Souveränitätsansprüchen Argentiniens über die Falkland-Inseln und den Beagle-Kanal[18].
2. Die argentinischen Streitkräfte erarbeiteten die Operation Soberanía, um in Chile einzumarschieren.
3. Der Admiral Emilio Massera veranstaltete in Ushuaia eine „vigilia de armas“, eine mystische mittelalterliche Zeremonie, um die Entschlossenheit der Kriegsmarine zur Verteidigung des Vaterlandes zu betonen.
4. Es wurden Truppen mit großer Anteilnahme der Bevölkerung an die Grenze verlegt[19].
5. Popsänger besuchten die Truppen, um sie zu unterhalten und anzufeuern.
6. Es wurden Verdunkelungsübungen in allen großen Städten durchgeführt, auch wenn sie für die chilenische Luftwaffe unerreichbar waren, wie Buenos Aires[19][20]
7. Die Presse begleitete die Mobilmachung mit rauen Schlagzeilen.
8. Es wurden alle Mitteln herangezogen, um die Stimmung für den Krieg anzuheizen:
  1. „Cruzaremos los Andes, les comeremos las gallinas y violaremos a las mujeres“ (Übersetzung: „Wir werden die Anden überqueren, ihre Hühner essen und ihre Frauen vergewaltigen“)[21].
  2. Der General Luciano Benjamín Menéndez, Kommandant des III Armeekorps: „Si nos dejan atacar a los chilotes, los corremos hasta la isla de Pascua, el brindis de fin de año lo haremos en el Palacio La Moneda y después iremos a mear el champagne en el Pacífico“ (Übersetzung: „Wenn [die Regierung] uns die Chilenen angreifen lässt, werden wir sie verjagen bis auf die Osterinsel, die Silvesternacht feiern wir in La Moneda und danach werden wir Champagne an der Pazifikküste pinkeln“)[22]
9. Die argentinische Kriegsmarine bereitete schon die Okkupationsbefehle vor (Instrucciones Políticas Particulares para la Zona Austral para la Etapa Posterior a la Ejecución de Actos de Soberanía en las Islas en Litigio).
10. Die argentinische Grenzpolizei (Gendarmería) machte die Grenze zu Chile mehrmals zu, ein Schritt, den man als Vorstufe zum Krieg betrachtet. Der Handel Chiles mit Brasilien wurde dadurch zeitweise gestoppt und ansonsten durch Einschränkungen stark behindert[23].
11. Der chilenische Botschafter in der Organisation Amerikanischer Staaten gab die Ausweisung von mehr als 4000 Chilenen aus Argentinien bekannt[24].
12. Der Präsident Argentiniens Jorge Rafael Videla drohte in Puerto Montt öffentlich mit Krieg, wenn Chile weiter an das Schiedsurteil von 1977 festhalte: „las negociaciones directas constituyen la única vía pacífica para solucionar el conflicto“ (Übersetzung: „die direkte Verhandlungen sind der einzige friedliche Ausweg, um den Konflikt zu lösen“)[25]

Diese Stimmungsmache verringerte die Verhandlungsmöglichkeiten der argentinischen Regierung, die in ihrer eigenen Rhetorik gefangen blieb.

### Die chilenische Reaktion
In einem Krieg hatte Chile nichts zu gewinnen, denn die Inseln waren schon unter chilenischer Souveränität, und das internationale Recht war die Grundlage der chilenischen Position.
Die chilenische Regierung, im Klaren über die unmittelbare Kriegsgefahr, bereitete die Verteidigung vor ohne die Presse einzuschalten oder die Bevölkerung zu beunruhigen. Die chilenische Zeitung El Mercurio schrieb: A diferencia de Chile, donde los preparativos de guerra se hicieron en medio de gran reserva para no alarmar a la población, los argentinos se movilizaron en medio de sonoras concentraciones al grito de “el que no salta es un chileno”, con oscurecimientos en sus principales ciudades, varias de ellas inalcanzables para el rango de vuelo de los envejecidos aviones de guerra de la fuerza aérea chilena, que estaba una generación atrás de la argentina." (Übersetzung: „In Unterschied zu Chile, wo man die Kriegsvorbereitungsmaßnahmen unauffällig getroffen wurden, um die Bevölkerung nicht zu alarmieren, machten die Argentinier ihre Mobilmachung inmitten von lauten Demonstrationen, unter dem Sprechgesang 'Wer nicht springt (mitmacht), ist ein Chilene', mit Verdunkelung der wichtigsten Städte, einige davon unerreichbar für die veralteten Flugzeugen der chilenischen Luftwaffe, die technisch eine Generation hinter den argentinischen Flugzeuge lagen“).
Der damalige chilenische Außenminister Hernán Cubillos Sallato teilte dieselbe Meinung über die Situation in Chile und lobte sogar die Auto-Zensur der chilenischen Presse: En Chile nunca hubo un verdadero ambiente de guerra, mientras que en Argentina ocurría lo diametralmente opuesto: se hacían ejercicios de oscurecimiento de ciudades y las tropas eran enviadas al sur con aspaviento … En Argentina había visto una prensa loca, con un gobierno loco, promoviendo la guerra con Chile, diciendo 'las islas son nuestras', 'el Beagle es nuestro', al punto de que el gobierno argentino tenía poca flexibilidad para moverse dentro de un ambiente que ya le había creado su propia prensa. … A favor de la prensa chilena y de los periodistas chilenos yo tengo que decir que nunca me fallaron. Yo logré que la prensa se portara de una forma excelente sin un decreto de censura nada más que porque ellos sentían la responsabilidad patriótica que había en lo que estábamos haciendo (Übersetzung: „In Chile gab es nie eine wirkliche Kriegsstimmung, anders in Argentinien, wo das Gegenteil geschah: man machte [in Argentinien] Verdunkelungsübungen in den Städten und die Truppen wurden nach Süden geschickt mit viel Gezeter … In Argentinien hatte ich eine wahnsinnige Presse erlebt, mit einer wahnsinnigen Regierung, die der Krieg mit Chile vom Zaun brechen wollte, sie sagte 'die Inseln sind unsere', 'der Beagle ist unser', bis zu einem Grad, der ihnen keinen Raum mehr für Verhandlungen zuließ, in einer Stimmung, die ihnen ihre eigene Presse schuf. … Für die chilenische Presse und die chilenische Journalisten muss ich sagen, dass sie mich niemals in Stich ließen. ich habe es geschafft, dass sich die Presse exzellent verhielt, ohne ein Zensurdekret, nur aus der patriotischen Verantwortung heraus für das was wir taten“).
Auch der damalige Botschafter der Vereinigten Staaten in Argentinien zur Zeit der Krise, Raúl Héctor Castro, beschrieb in ähnlichen Worte die Situation in Chile
M. Aizenk: ¿Y la misma presión que ejercieron ustedes en Buenos Aires la ejercieron en Santiago?
R.Castro: No. Yo sentía que en los chilenos había un ambiente más calmado. No había esa decisión de inmediatamente cruzar la frontera. No notaba eso en el ejército chileno.
(Übersetzung:
M. Aizenk: Haben Sie denselben Druck [gegen den Krieg], den Sie in Buenos Aires ausgeübt haben, auch in Santiago ausgeübt?
R.Castro: Nein, ich fand unter den Chilenen ein ruhigeren Ambiente. Es gab nicht diese Entschlossenheit, sofort die Grenze [nach Argentinien] zu überschreiten. So was habe ich in der chilenischen Armee nicht gesehen)
Die Flotte bereitete sich das ganze Jahr 1978, aber es wurde nicht öffentlich, sondern blieb nur den Eingeweihten bekannt.
Die Hierarchie innerhalb der chilenischen Streitkräfte machte es unvorstellbar, dass ein General oder Admiral öffentlich andere Forderungen stellte als die der Regierung, schon gar nicht um politische Vorteile zu bekommen. Pinochet ließ keine Konkurrenten zu. Das war auch innerhalb der Streitkräfte unerwünscht.
Pinochet sah einen langen, blutigen und totalen Krieg kommen:
Chile pretendía, si era posible, llegar hasta Bahía Blanca y de ahí cortar todos los pasos al sur. Yo tenía 10.000 hombres ahí, en el sur. Según Pinochet, él advirtió al entonces dictador argentino Jorge Rafael Videla. Mira, la guerra no sería allá (en el sur), como dicen ustedes… sería desde Arica, desde Sapaleri (en el extremo norte), hasta el Cabo de Hornos. La guerra es total. Eso los anduvo frenando un poco, porque les quedó claro que no podrían hacer una guerra allí, -agregó. Pinochet dijo que también tuvo que frenar a muchos, varios de sus propios generales que querían la guerra. El ex dictador reconoció que un triunfo chileno sobre la Argentina hubiera sido muy difícil, y se hubiera tratado de una guerra de montonera, matando todos los días, fusilando gente, tanto por parte de los argentinos como por nuestra parte, y al final, por cansancio, se habría llegado a la paz. Luego agregó: Llegamos al borde de la navaja. No fuimos a la guerra, pero si hubiéramos entrado en ella nos habríamos empeñado con todos los medios y a lo mejor no nos habría ido tan mal. Me habrían levantado una estatua, que es a lo que aspira todo militar, agregó.
(Übersetzung: Chile hatte vor, wenn möglich bis nach Bahía Blanca einzudringen und von da alle Wege nach Süden abzuschneiden. „Ich hatte 10.000 Männer dort, im Süden“. Nach Angaben Pinochets, er hätte den argentinischen Diktator Jorge Rafael Videla gewarnt. „Schau mal, der Krieg wird nicht nur dort (im Süden) stattfinden, wie ihr sagt …, der Krieg würde vom Arica, vom Salaperi (im Norden) bis Kap Hoorn ausbrechen. Der Krieg ist total. Das hat sie etwas gebremst, weil es ihnen klar wurde, dass sie keinen örtlichen Krieg machen könnten.“, fügte er hinzu. Er sagte auch, dass er viele ihrer eigenen Generäle zügeln musste, die den Krieg wollten. Der Ex-Diktator gab zu, dass ein Sieg über Argentinien sehr schwierig zu erringen gewesen wäre, und dass der Krieg sich in einen Partisanenkrieg verwandelt hätte, „man hätte Menschen jeden Tag exekutiert, auf beiden Seiten, und am Ende, aus Erschöpfung, hätte man den Frieden geschlossen“. Dann fügte er hinzu: „wir standen auf des Messers Schneide. Wir sind nicht in den Krieg gegangen, aber wenn wir in den Krieg gezogen wären, dann hätten wir alles darauf gesetzt und vielleicht wäre es uns nicht so schlecht gegangen. Man hätte mir eine Statue gewidmet, etwas wonach jeder Soldat anstrebt“, sagte er.).

## Die bilaterale Treffen
Über die Ansprüche beider Länder während der Verhandlungen siehe Ansprüche und Wünsche
Einen Tag nach der Urteilsverkündung (2. Mai 1977) zeichnete sich in einer Erklärung des argentinischen Außenministers eine mögliche Ablehnung des Urteils ab: „ningún compromiso obliga a cumplir aquello que afecte intereses vitales de la nación o que perjudique derechos de soberanía que no hayan sido expresamente sometidos a la decisión de un árbitro“. (Übersetzung: „Kein Kompromiss verpflichtet [uns] dazu, etwas einzuhalten, was die lebenswichtigen Interessen der Nation verletzt oder Souveränitätsrechten schadet, die nicht ausdrücklich zur Entscheidung des Richters unterzogen worden sind.“)
Es folgte dann eine Reihe bilateraler Treffen, in der Hoffnung, das Problem trotz allem auf dem Weg der Verhandlungen zu lösen. Gleichzeitig erhöhte sich täglich die militärische Spannung an der 4000 km langen Grenze zwischen beiden Länder.

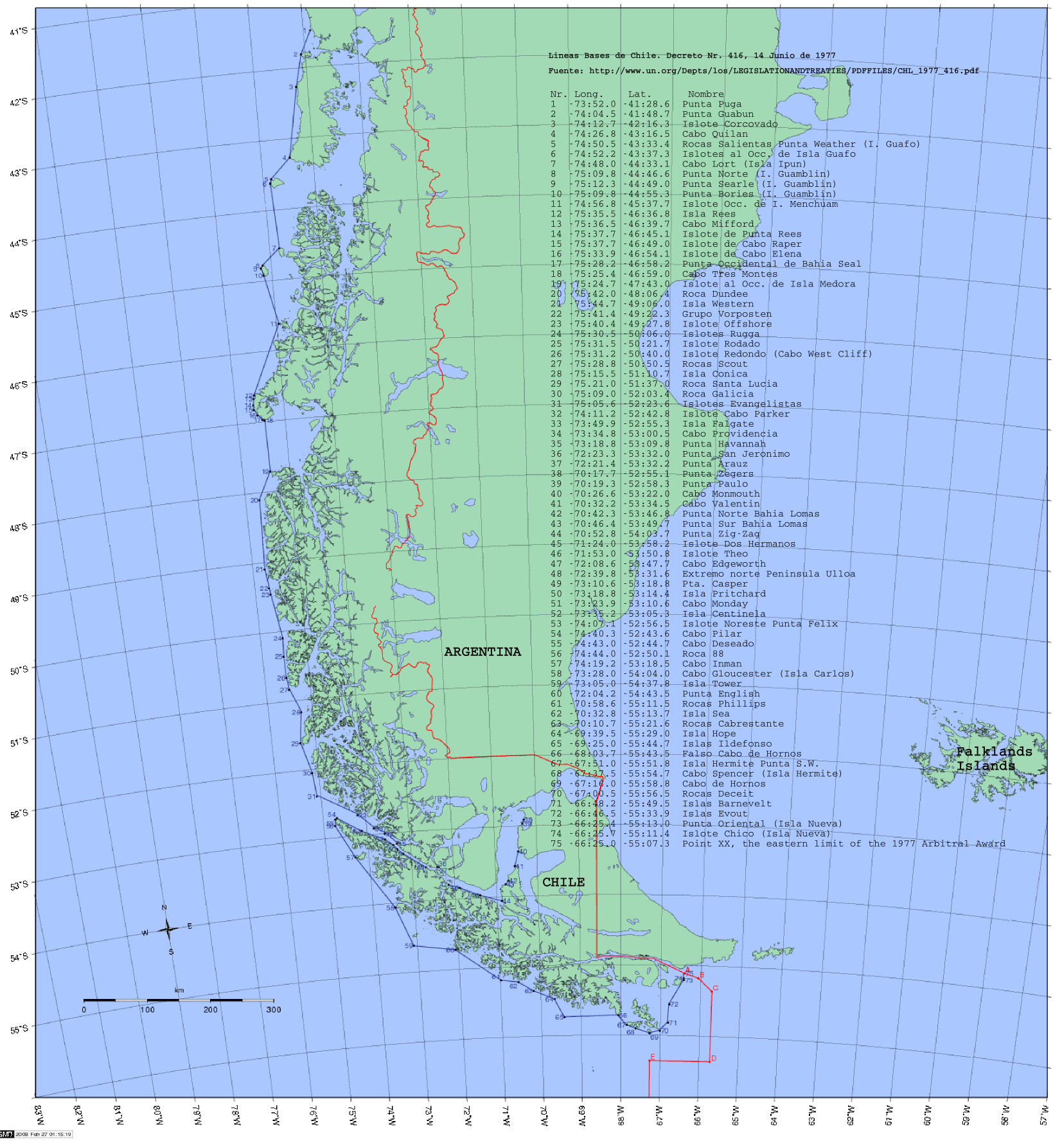
Karte zu Decree No. 416 of 14 July 1977 mit Basislinien

Am 5. Mai 1977 entsendete die argentinische Regierung den Chef des gemeinsamen Generalstabs (Estado Mayor Conjunto), den Konteradmiral Julio Torti, nach Chile, um der chilenischen Regierung vorzuschlagen, direkt untereinander die Folgen des Schiedsurteils zu verhandeln, insbesondere die maritime Grenzziehung. Diese Öffnung führte zu zwei Verhandlungsrunden, geleitet an der chilenischen Seite von dem ehemaligen Außenminister Julio Philippi Izquierdo und auf der argentinischen Seite von General Osiris Villegas.
Die erste Runde fand in Buenos Aires vom 5. bis 8. Juli 1977 und die zweite Runde fand in Santiago de Chile vom 17. bis 20. Oktober statt. Nach Aussage von Julio Philippi scheiterten die Verhandlungen an der argentinischen Forderung, über die Zugehörigkeit der Inseln zu diskutieren.
Am 14. Juni 1977 erließ die chilenische Regierung das Dekret n°416 über die Basislinien auf der Grundlage des Schiedsurteils und provozierte damit die argentinische Regierung noch mehr.
Am 5. Dezember 1977 reiste Julio Torti mit einem neuen Vorschlag erneut nach Santiago. Der Vorschlag beinhaltete die Anerkennung der Souveränität Chiles über die Inseln Picton, Nueva und Lennox, aber er verlangte dafür eine gemeinsame Souveränität über drei Inseln südlich des „Hammers“, die Chile eindeutig als chilenisch sah: Evout, Barnevelt und Horn (spanisch Hornos). Dazu sollte der Kap-Hoorn-Meridian die maritime Grenze werden. Die chilenische Regierung betrachtete das als eine Änderung des Grenzvertrags von 1881, lehnte den Vorschlag ab und schlug direkte Verhandlungen der Außenminister beider Länder vor, um die maritime Grenze zu ziehen.
Mit dieser neuen Forderung erweiterte die argentinische Regierung das Problem auf alle Inseln südlich vom Feuerland bis zum Kap Horn. Bis dahin hatte man die Kontroverse auf den Hammer beschränkt.
Im Dezember trafen sich zweimal die Außenminister Chiles, Patricio Carvajal, und Argentiniens, Oscar Antonio Montes. Beide Treffen waren erfolglos.
Am 10. Januar 1978 lud Chile Argentinien ein, den Fall dem Internationalen Gerichtshof in den Haag zu übertragen, aber nachdem ihre juristische Argumente vom Schiedsgericht im Beagle-Konflikt abgelehnt worden waren, wollte die argentinische Regierung kein Tribunal mehr.
Der Umstand, dass in beiden Ländern Militärregierungen an der Macht waren, brachte sie auf die Idee, „von Militär zu Militär“ zu verhandeln und die diplomatischen Kanäle beiseitezulassen. In einer geheim gehaltenen Reise nach Buenos Aires suchte der chilenische General Manuel Contreras Sepúlveda, bis vor kurzem Chef der berüchtigten DINA, erfolglos einen Kompromiss mit den argentinischen Militärs. Dieser Umweg, in Chile diplomacia militar genannt, wurde später innerhalb der Regierung Pinochets kritisiert weil er die juristische Argumente Chiles entkräftete und die (geo)politische und militärische Argumente Argentiniens stärkte.
Am 19. Januar 1978 trafen sich die Präsidenten beide Länder in Mendoza, als beide Länder sich verstärkt auf einen Krieg vorbereiteten. In diesem Treffen, versichern argentinische Quellen, hätte Pinochet im Prinzip zugestanden, mindestens einen Teil einer Insel an Argentinien abzutreten, hätte aber dieser Zugeständnis in Santiago nicht durchsetzen können.
Am 25. Januar 1978 erklärte Argentinien das Schiedsurteil für null und nichtig und sah sich zu seiner Erfüllung nicht verpflichtet. Am 26. Januar 1978 gab die chilenische Regierung ein Kommunique heraus, in dem es das Urteil als bindend und unanfechtbar erklärte. Am 20. Februar 1978 trafen sich beide Präsidenten erneut in Puerto Montt und vereinbarten, die bis dann erfolglosen Verhandlungen weiter zu führen. Es sollten zwei neue Gruppen gebildet werden, Comix1 und Comix2, die nacheinander verhandeln sollten.
Im Februar 1978 übernahm in Chile Hernán Cubillos das Amt des Außenministers. Er war in seinen jungen Jahren Marineoffizier gewesen. Er repräsentierte aber eine Strömung innerhalb der Regierung Pinochets, die dafür eintrat, den zivilen Befürworter der Militärregierung mehr Verantwortung zu übertragen, im Gegensatz zu den alten Patricio Carvajal, der Militärs bevorzugte.
Comix 1 hatte Erfolg und innerhalb 45 Tagen erreichte sie die Ziele, militärische Entspannung und Konsens bezüglich Navigation in der Konfliktzone. Comix2 begann am 2. Mai, geleitet auf der chilenischen Seite von Francisco Orrego Vicuña und der General Ricardo Etcheverry Boneo auf der argentinischen Seite. Sie hatten den Auftrag, in sechs Monaten die Kernprobleme zu lösen: definitive Grenzziehung, wirtschaftliche Integration in der Zone, die gemeinsamen Interessen in der Antarktis zu finden, genaue Grenzziehung in der Magellanstrasse und Ziehung der Basislinien.
Am 12. November 1978 lief der Frist der Comix2 ab, ohne das Schema einer Lösung für die Kernprobleme maritime Grenzziehung, Basislinien und Magellanstraße zu finden. In den zweitrangigen Themen erreichte man Kompromisse, die allerdings die Kriegsvorbereitungsmaßnahmen auf beiden Seiten der Grenze nicht verlangsamen konnten.
Kurz vor dem Ende der Comix2 schlug Chile Argentinien wieder vor, den Fall dem Internationalen Gerichtshof in Den Haag zu übertragen. Die inoffizielle Antwort der argentinischen Junta war, dass solch ein Schritt von ihnen als Casus Belli betrachtet werden würde.
Anfang Dezember 1978 schien der Krieg unvermeidbar, nur eine Frage von Tagen. Alle bilateralen Bemühungen waren gescheitert. In diesem Moment schlug der chilenische Außenminister Hernán Cubillos Sallato vor, die Vermittlung einer befreundeten Macht zu beantragen. Beide kamen überein, den Papst um Vermittlung zu bitten. Am 12. Dezember 1978 flog der chilenische Außenminister mit einer Delegation nach Buenos Aires, um die Details zu fixieren. Nach einem Gespräch mit Carlos Washington Pastor, dem argentinischen Außenminister, schien alles geregelt zu sein, aber am Abend zog die argentinische Junta ihre Unterstützung für die Vermittlung zurück.
Nach diesem erfolglosen Versuch fand in Buenos Aires eine Sitzung der argentinischen Junta im Cóndor-Gebäude statt, mit auffälliger Abwesenheit von Jorge Videla und seinem Außenminister Pastor. In dieser Sitzung einigte man sich auf Datum und Uhrzeit für den Krieg: Am 22. Dezember 1978 um 22 Uhr sollte die Operation Soberanía beginnen.

## Analyse
Weder waren die chilenischen Streitkräfte in der Lage, das Schiedsurteil von 1977 mit ihrer Präsenz durchzusetzen, noch konnte die Regierung Pinochets durch geeigneten internationalen Druck die Nichtigkeitserklärung Argentiniens verhindern. Zweifellos war das eine der größten Niederlagen der chilenischen Diktatur auf internationalem Terrain.
Die argentinische Junta, Videla, Viola, Galtieri und Bignone, hatte sich aber dadurch ein Problem aufgebürdet, das sie nicht mehr lösen konnte. Weder durch die Androhung vom Krieg (Operation Soberanía) noch durch Verhandlungen konnte sie Chile zum Landverzicht bewegen. Die Spannung an der Grenze dauerte bis nach dem Falklandkrieg an und war eine der Gründe für die chilenische Unterstützung für das Vereinigte Königreich in diesem fremden Krieg, an dem längerfristig auf der argentinischen Seite stand. Auch während des Krieges fühlten sich die argentinischen Streitkräfte durch die chilenische Verteidigungsmaßnahmen gestört.
In Chile blieb der Vertragsbruch im Gedächtnis eingeprägt. Drei Minister haben öffentlich verschiedene Situationen mit der Nichtigkeitserklärung in Zusammenhang gebracht.